# Ernst Klee
Ernst Klee (Frankfurt del Main, 15 de marzo de 1942 -Fráncfort del Meno, 18 de mayo de 2013) fue un teólogo, historiador, periodista, escritor y director de cine alemán.

## Trayectoria
Junto a sus reportajes y libros sobre grupos al margen de la sociedad (extranjeros, personas sin hogar, discapacitados…) fue muy conocido por sus investigaciones durante la dictatura nacionalsocialista de 1933 a 1945 (Aktion T4, eliminación de vida no merecedora de vida, experimentos con humanos…). Se interesó particularmente por la persecución penal blanda o inexistente después de la guerra y la carrera académica o profesional de los nazis camuflados en la Alemania democrática. Todas sus investigaciones condujeron a la publicación en 2003 del volumen titulado Das Personenlexikon zum Dritten Reich: Wer war was vor und nach 1945, una obra colosal que recoge 4 300 biografías de personas vinculadas al Tercer Reich. Este libro se convirtió en una obra de referencia para todo el que quiera conocer la historia del nazismo antes y después de la Segunda Guerra Mundial.
Con su obra contribuyó considerablemente a desenmascarar colaboradores encubiertos que escondieron, después de la capitulación incondicional de Alemania en 1945, su contribución al régimen mortífero detrás una fachada burguesa de científicos respetuosos. Como ningún otro, rehabilitó e hizo salir del anonimato a las víctimas y desveló crímenes y criminales olvidados.

## Obras destacadas

### Libros
Una bibliografía casi completa de sus obras y de obras relacionadas se encuentra en el catálogo de la Biblioteca Nacional de Alemania: «Ernst Klee».
- "Euthanasie" im NS-Staat: die "Vernichtung lebensunwerten Lebens" (1985)
- Die SA Jesu Christi: die Kirchen im Banne Hitlers (1989)
- Auschwitz, die NS-Medizin und ihre Opfer. (2001)
- Deutsche Medizin im Dritten Reich. Karrieren vor und nach 1945 (2001)
- Das Personenlexikon zum Dritten Reich: Wer war was vor und nach 1945 (2003)

### Películas
- Die Hölle von Ückermünde. Psychiatrie im Osten (1993)
- Ärzte ohne Gewissen. Menschenversuche im Dritten Reich. (1996)